# Communauté de communes des Gorges de la haute Dordogne
La communauté de communes des Gorges de la haute Dordogne est une ancienne communauté de communes française, située dans le nord-est du département de la Corrèze et la région Nouvelle-Aquitaine. 
La communauté de communes est située au cœur d’un espace naturel privilégié qui permet la pratique de multiples activités sports nature. Son territoire s’articule autour du lac de la Triouzoune, 1er plan d’eau artificiel du Massif central.

## Historique
La communauté de communes des Gorges de la haute Dordogne est créée le 11 décembre 2002. Elle regroupe alors 10 communes.
- Le 1er janvier 2010, la commune de Palisse décide d'adhérer à la communauté de communes. Puis au 1er janvier 2011, c'est au tour de Roche-le-Peyroux de rejoindre l'EPCI.
- Au 1er janvier 2013, c'est la commune de Soursac qui intègre la communauté de communes des Gorges de la haute Dordogne. L'intercommunalité regroupe alors 13 communes et 5 000 habitants.
- Le 1er janvier 2017, la communauté de communes fusionne avec d'autres communautés de communes pour créer Haute-Corrèze Communauté, dont le siège est situé à Ussel.

## Communes adhérentes
| Nom                        | Code Insee | Gentilé     | Superficie (km2) | Population (dernière pop. légale) | Densité (hab./km2) |
| -------------------------- | ---------- | ----------- | ---------------- | --------------------------------- | ------------------ |
| Neuvic (siège)             | 19148      | Neuvicois   | 72,88            | 1 764 (2014)                      | 24                 |
| Chirac-Bellevue            | 19055      | Chiracois   | 20,65            | 282 (2014)                        | 14                 |
| Lamazière-Basse            | 19102      | Maziérois   | 44,04            | 295 (2014)                        | 6,7                |
| Latronche                  | 19110      | Tronchous   | 19,79            | 150 (2014)                        | 7,6                |
| Liginiac                   | 19113      |             | 28,53            | 574 (2014)                        | 20                 |
| Palisse                    | 19157      | Palissois   | 32,89            | 234 (2014)                        | 7,1                |
| Roche-le-Peyroux           | 19175      | Rouchoux    | 7,15             | 99 (2014)                         | 14                 |
| Sainte-Marie-Lapanouze     | 19219      | Samaritains | 6,63             | 65 (2014)                         | 9,8                |
| Saint-Étienne-la-Geneste   | 19200      |             | 5,01             | 93 (2014)                         | 19                 |
| Saint-Hilaire-Luc          | 19210      |             | 10,84            | 74 (2014)                         | 6,8                |
| Saint-Pantaléon-de-Lapleau | 19228      |             | 8,46             | 71 (2014)                         | 8,4                |
| Sérandon                   | 19256      |             | 34,48            | 372 (2014)                        | 11                 |
| Soursac                    | 19264      | Soursacois  | 42,80            | 495 (2014)                        | 12                 |

## Démographie
| 2002 | 2009 | 2010  |
| ---- | ---- | ----- |
| -    | -    | 5 000 |

## Administration
| Période | Période          | Identité        | Étiquette | Qualité                                                                        |
| ------- | ---------------- | --------------- | --------- | ------------------------------------------------------------------------------ |
| 2002    | 2008             | Henri Roy       | PS        | Maire de Neuvic (2001-2012) Conseiller général du canton de Neuvic (1998-2015) |
| 2008    | 2014             | Bernard Maupomé | PCF       | Maire de Saint-Hilaire-Luc (2014-2020)                                         |
| 2014    | 31 décembre 2016 | Jean Valade     | -         | Maire de Liginiac (2014-2020)                                                  |

## Compétences
- Aménagement de l'espace : constitution de réserves foncières ; création et réalisation d'une zone d'aménagement concerté ; schéma de cohérence territoriale
- Développement et aménagement économique : actions de développement économique ; création, aménagement, entretien et gestion de zones d'activités commerciale, artisanale ou touristique
- Développement et aménagement social et culturel : activités culturelles, socioculturelles
- Développement touristique : tourisme
- Environnement[1] : restauration et entretien des cours d'eau ; assainissement non collectif (ANC) ; soutiens des politiques environnementales et paysagères ; actions de valorisation des sentiers de randonnée
- Cadre de vie : service enfance jeunesse ; politique de l'habitat ; création d'une structure d'offre regroupée de santé (maison de santé pluridisciplinaire)
- Création, aménagement et entretien de la voirie d'intérêt communautaire

### Sources
- Le SPLAF (Site sur la Population et les Limites Administratives de la France)
- La base ASPIC